# Лесор
Лесо́р (осет. Лесор) — село в Закавказье, расположено в  Дзауском районе Южной Осетии, фактически контролирующей село; согласно юрисдикции Грузии — в Онском муниципалитете.
Относится к Кировской сельской администрации в РЮО.

## География
Село расположено на правом берегу реки Джоджора (Стырдон), в 3 км к северо-востоку от города Квайса и в 0,5 км к западу от села Киров. Фактически ранее село Лесор составлял западную часть села Киров.

## Население
По переписи 2015 года численность населения села составила 47 жителей. Является фамильным осетинским селом Алборовых и Гулдаевых.

## Топографические карты
- Лист карты K-38-52 Джава. Масштаб: 1 : 100 000. Состояние местности на 1987 год. Издание 1989 г.